# حاجی علیف
حاجی علیِف (زادهٔ ۲۱ آوریل ۱۹۹۱) کشتی‌گیر اهل جمهوری آذربایجان است که در دسته‌های ۵۷، ۶۱ و ۶۵ کیلوگرم کشتی آزاد فعالیت می‌کند. علی‌اف برندهٔ مدال نقرهٔ المپیک ۲۰۲۰ توکیو و مدال برنز المپیک ۲۰۱۶ ریو، و نیز قهرمان مسابقات قهرمانی کشتی جهان در سال‌های ۲۰۱۴، ۲۰۱۵ و ۲۰۱۷ است. او در سطح قارهٔ اروپا هم برندهٔ یک مدال طلا و یک برنز در بازی‌های اروپایی ۲۰۱۹ و ۲۰۱۵ و قهرمان سه دورهٔ مسابقات قهرمانی کشتی اروپا است.  وی سابقه حضور در المپیک ۲۰۲۴ پاریس را دارد.

## فعالیت حرفه‌ای

### المپیک ۲۰۱۶ ریو
حاجی علی‌اف در سال ۲۰۱۶ میلادی در المپیک ریو در وزن ۵۷ کیلوگرم کشتی آزاد حاضر بود که در دور اول جونسیک یون از کره جنوبی را شکست داد اما در دور بعد از ولادیمر خینچگاشویلی کشتی‌گیر گرجستانی شکست خورد و با توجه به حضور این کشتی‌گیر در فینال، به دیدار شانس مجدد رفت. او در اولین مرحله شانس مجدد نوری‌سلام سانایف از قزاقستان را شکست داد و در دیدار رده‌بندی با شکست ولادیمیر دابوف از بلغارستان به مقام سوم دست یافت.

### مسابقات قهرمانی کشتی جهان ۲۰۱۷
حاجی علی‌اف در وزن ۶۱ کیلوگرم کشتی آزاد مسابقات قهرمانی کشتی جهان ۲۰۱۷ پاریس حاضر بود که علیبک عثمانوف کشتی‌گیر قرقیزی، رینیا ناکامورا کشتی‌گیر ژاپنی، میکولا بولوتناک کشتی‌گیر اسلواکیایی و یولیس بون کشتی‌گیر کوبایی را شکست داد و به فینال رسید. وی در فینال گادژیمراد رشیدوف کشتی‌گیر روسی را شکست داد و مدال طلا وزن ۶۱ کیلوگرم را بدست آورد.

### المپیک ۲۰۲۰ توکیو
علی‌اف در وزن ۶۵ کیلوگرم کشتی آزاد المپیک ۲۰۲۰ توکیو حاضر بود که آداما دیاتا از سنگال، دولت نیازبکوف از قزاقستان و باجرانگ پونیا از هند را شکست داد و به فینال رسید. وی در دیدار نهایی به تاکوتو اوتوگورو از ژاپن باخت و به مدال نقره وزن ۶۵ کیلوگرم رسید.